# Rudd (Iowa)
Pour les articles homonymes, voir Rudd.
Rudd est une ville du comté de Floyd, en Iowa, aux États-Unis. Elle est incorporée le 7 février 1900.

## Source de la traduction
- (en) Cet article est partiellement ou en totalité issu de l’article de Wikipédia en anglais intitulé « Rudd, Iowa » (voir la liste des auteurs).